# 宮内村 (鳥取県)
宮内村（みやうちそん）は、鳥取県日野郡にあった村。現在の日野郡日南町の一部にあたる。

## 地理
- 河川：日野川[2]、木谷川[3]、矢戸川[4]
- 山岳：鬼林山[2]、稲積山[3]

## 歴史
- 1889年（明治22年）10月1日、町村制の施行により、日野郡川上村、宮内村、矢戸村、三栄村が合併して村制施行し、宮内村が発足[1][2]。旧村名を継承した河上、宮内、矢戸、三栄の4大字を編成[2]。日野郡霞村と組合村を結成し組合村役場を大字矢戸に設置した[4]。
- 1899年（明治32年）大字三栄字法道寺・糠庄を日野郡霞村に編入し大字丸山となった[2]。
- 1921年（大正10年）12月1日、日野郡霞村と合併し日野上村を新設して廃止された[1][2]。合併後、日野上村大字河上・宮内・矢戸・三栄となる[2]。

### 地名の由来
次の諸説あり。
1. 孝霊天皇の巡行の際、東村に天皇、西村に皇后の行宮が建てられたことから。
2. 江戸時代の郷名から。

## 産業
- 農業、林業[2]
- 産物：米、木炭[2]

## 教育
- 宮内高等小学校[2]

## 名所・旧跡
- 樂樂福神社[2]